# Federico Amador
Federico Amador, pseudonimo di Federico Grandolini (Buenos Aires, 23 ottobre 1975), è un attore argentino.

## Biografia
Nato nel 1975, da madre docente e padre architetto. Il suo nome d'arte, Amador, deriva dal fatto che il bisnonno, poeta, firmava le sue poesie con questo cognome.

### Carriera
Comincia la sua formazione artistica all'età di 14 anni, studiando con artisti come Julio Chavez e Marina Oberstein al Centro Cultural Rojas. Le sue prime esperienze lavorative sono: distributore di volantini, cameriere e venditore di hot dog.
Proprio con Chavez, arriva il suo debutto teatrale nell'anno 2002 con l'opera Seis al cinco e la sua carriera televisiva con Franco Buenaventura, el profe nello stesso anno. Inoltre, prende parti ad alcuni spettacoli in parti minori e, successivamente, appare in alcuni sceneggiati come Jesús, el heredero, Mosca & Smith e Los secretos de papá. Tra il 2005 e il 2006, recita in 5gays.com e Electra Shock.
Nel 2006 ottiene il ruolo di Matías nella telenovela El tiempo no para per cui si aggiudica una candidatura al Premio Clarín. Nello stesso anno prende parte a La ley del amor con il personaggio di Walter e, negli anni successivi, appare in Teen Angels, Lalola, Mujeres de nadie e recita in Los exitosos Pells come Nacho.
Ottiene il ruolo da protagonista nella telenovela Niní nel 2009, dove impersona l'ambasciatore Tomás Parker. Federico interpreta lo stesso personaggio anche nella versione teatrale della serie. L'anno successivo è nella troupe principale dello sceneggiato Secretos de amor come Martin.
Nel 2011 è nel cast antagonista della fiction Herederos de una venganza nel ruolo di Rafael. Due anni dopo partecipa all'episodio 7 del programma Historias de corazón e a Celebrity Splash È anche uno dei primi attori del film La pelea de mi vida, diretto da Jorge Nisco, nel 2012, come Bruno Molina.
Nel 2014 è convocato per la telenovela Mis amigos de siempre con il personaggio di Luciano e partecipa all'opera Al final del arcoiris; però nel maggio viene sostituito da Benjamín Rojas.
Nel 2017 è chiamato ad interpretare il ruolo di Damián Kaplan nella telenovela trasmessa da Telefe, Amar después de amar insieme a 
Mariano Martínez, Isabel Macedo e Eleonora Wexler. L'incidente stradale di una coppia dà inizio al melodramma denso di tradimenti, bugie e amori segreti.

### Vita privata
Ha avuto una relazione di dodici anni con la ballerina María José, dalla quale ha avuto due figli; Vito nato nel 2006 e Ciro nato nel 2009.
Dal 2010 ha una relazione con l'attrice Florencia Bertotti, conosciuta sul set della telenovela Niní. Ha un tatuaggio sul petto, con scritto "Florencia".

## Filmografia

### Cinema
- Solos en la ciudad, regia di Diego Corsini (2011)
- La pelea de mi vida, regia di Jorge Nisco (2012)

### Televisione
- Franco Buenaventura, el profe – serie TV (2002)
- Malandras – serie TV (2003)
- Jesús, el heredero – serial TV (2004)
- Mosca & Smith – serie TV (2004)
- Los secretos de papá – serie TV (2004)
- El tiempo no para – serial TV (2006)
- La ley del amor – serial TV (2006-2007)
- Amor mío – serial TV (2007)
- Teen Angels (Casi Ángeles) – serial TV (2007)
- Lalola – serie TV (2007)
- Mujeres de nadie – serie TV (2008)
- Los exitosos Pells – serial TV (2008)
- Niní – serial TV (2009-2010)
- Secretos de amor – serial TV (2010)
- Herederos de una venganza – serial TV (2011-2012)
- Historias de corazón – serie TV (2013)
- Celebrity Splash – programma TV (2013)
- Mis amigos de siempre – serial TV (2013-2014)
- Supervivencia al desnudo – conduttore (2016)
- Amar después de amar – serie TV (2017)
- Planeta tierra 2 – narratore (2018)
- Hacia lo salvaje – narratore (2017-2018)
- Campanas en la noche – serial TV (2019)

## Teatro
- Seis al cinco (2002)
- Il diario di Anna Frank (2002)
- La casamentera (2002)
- El herrero y el diablo (2002)
- El hombre que camina (2003)
- Cinco gays punto com (2005)
- Electra Shock (2005)
- El deseo bajo los olmos (2007)
- Niní: la búsqueda (2010)
- Al final del arco iris (2014)

## Discografia

### Colonne sonore
- 2009 — Arriba las ilusiones

## Riconoscimenti
- Premio Clarín
  - 2006 – Candidatura come Revelación masculina per El tiempo no para[7]
- Premio Martín Fierro
  - 2018 – Candidatura come Mejor actor protagonista de ficción diaria per Amar después de amar[23]

## Doppiatori italiani
Nelle versioni in italiano delle opere in cui ha recitato, Federico Amador è stato doppiato da:
- Vittorio Guerrieri in Niní[24]